# Aire urbaine de Loué
L'aire urbaine de Loué est une aire urbaine française constituée autour de la ville de Loué (Sarthe).

## Caractéristiques
D'après la délimitation établie par l'INSEE, l'aire urbaine de Loué est composée de deux communes, toutes situées dans la Sarthe. 

## Composition
Les communes de l'aire urbaine de Loué sont les suivantes :
| Nom                 | Code Insee | Statut | Superficie (km2) | Population (dernière pop. légale) | Densité (hab./km2) |
| ------------------- | ---------- | ------ | ---------------- | --------------------------------- | ------------------ |
| Loué                | 72168      |        | 15,85            | 2 100 (2022)                      | 132                |
| Mareil-en-Champagne | 72184      |        | 7,97             | 346 (2022)                        | 43                 |

## Évolution démographique
| 1968  | 1975  | 1982  | 1990  | 1999  | 2010  | 2015  |
| ----- | ----- | ----- | ----- | ----- | ----- | ----- |
| 1 840 | 1 967 | 2 078 | 2 149 | 2 322 | 2 466 | 2 596 |